# Jan Wouwerman
Jan Wouwerman (Haarlem, batejat el 30 d'octubre de 1629 - Haarlem, enterrat l'1 de desembre de 1666) va ser un pintor i dibuixant neerlandès. Especialitzat en la pintura de paisatge.

## Biografia
Es va iniciar en la pintura amb el seu pare, Paul Joosten Wouwerman, un pintor de temes històrics més aviat modest, era el germà petit dels pintors Philips i Pieter Wouwerman tots van viure i van treballar a Haarlem. Entre els anys 1655 i 1661 va pagar la seva quota com a membre independent de la guilda de Sant Lluc. Va contreure matrimoni el 1653 amb Aechje Hendricks van Heere, amb qui va tenir tres fills batejats el 1656, el 1659 i el 1660 a l'Església Reformada, de la que era membre oficial. Mort prematurament, va ser enterrat a la Gran església de Haarlem l'1 de desembre de 1666.
Especialitzat en la pintura de paisatges de dunes i hivernals, inicialment amb els cels coberts de núvols arremolinats i predomini de colors freds, a la manera de Jacob van Ruisdael, el seu estil avançat manifesta la influència més colorista de Jan Wijnants.

## Galeria

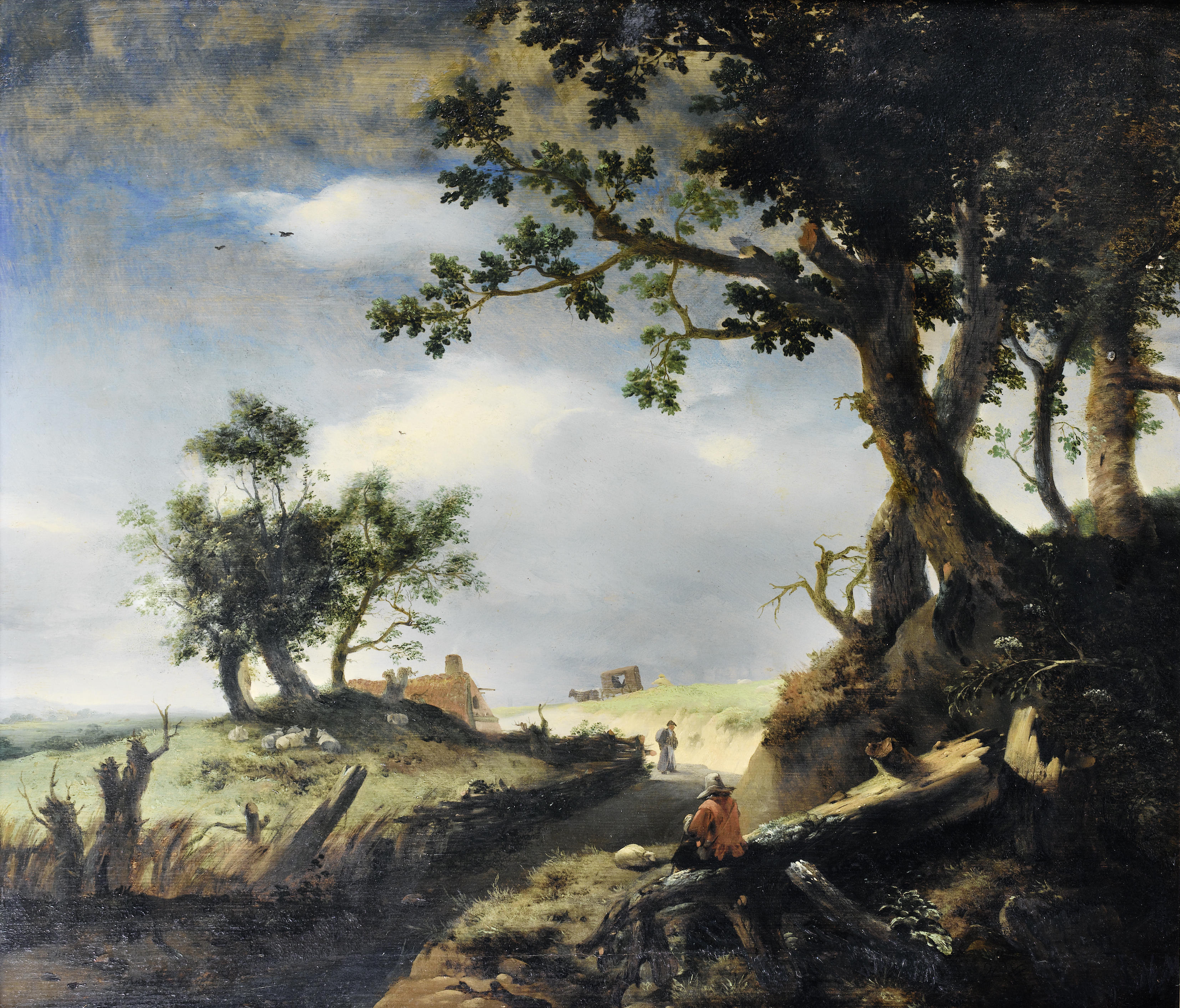
Paisatge amb figures
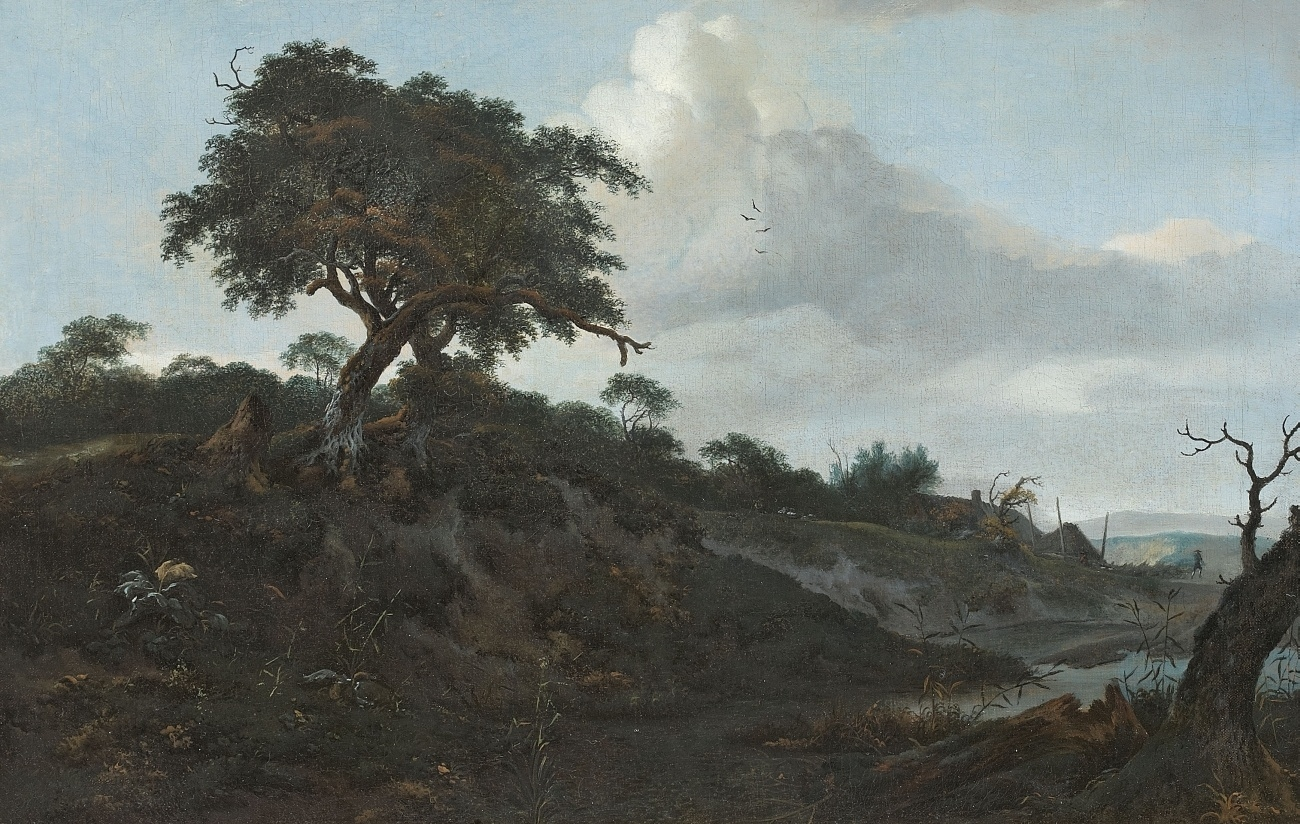
Paisatge amb estany
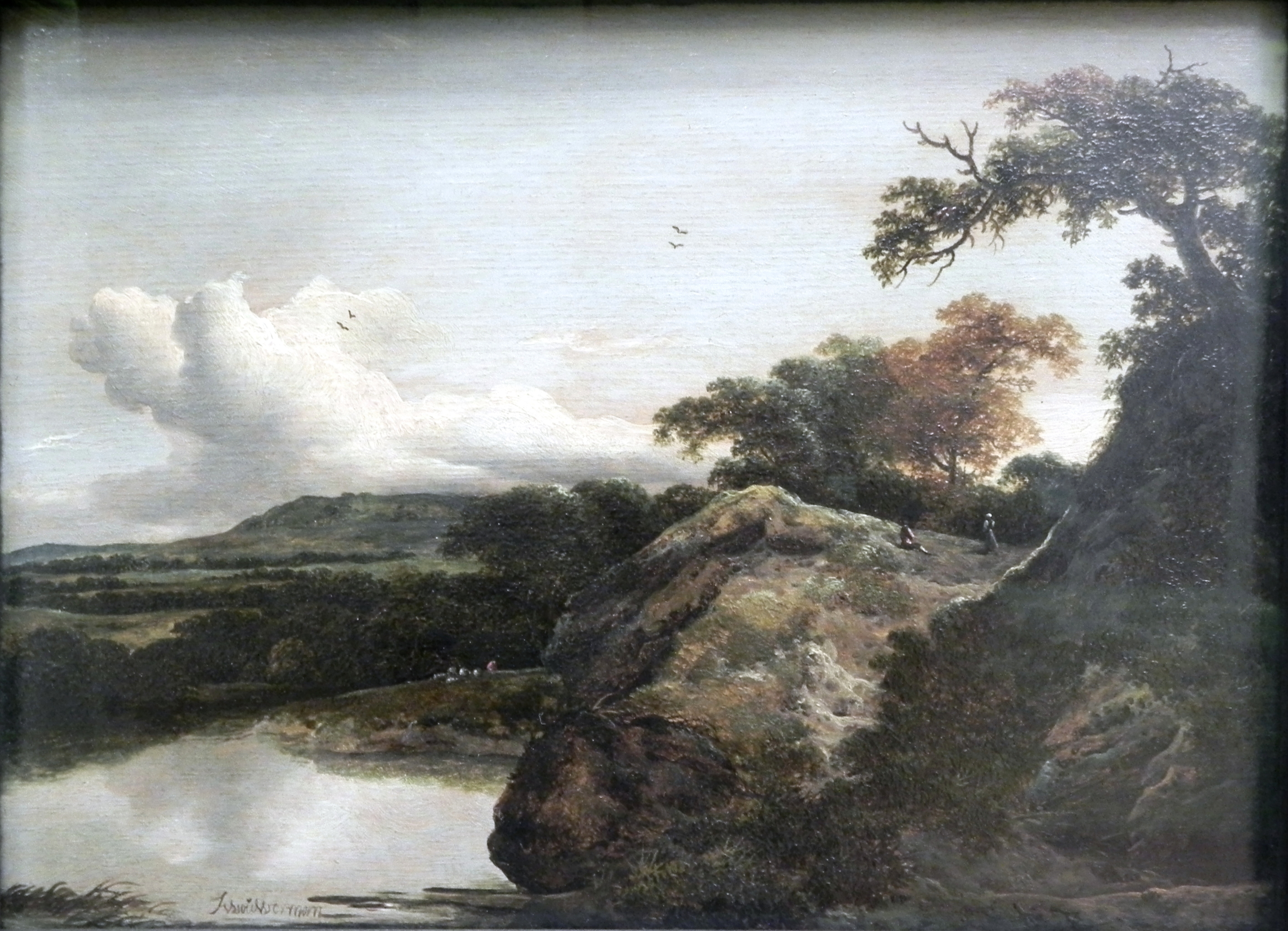
Turons amb estany
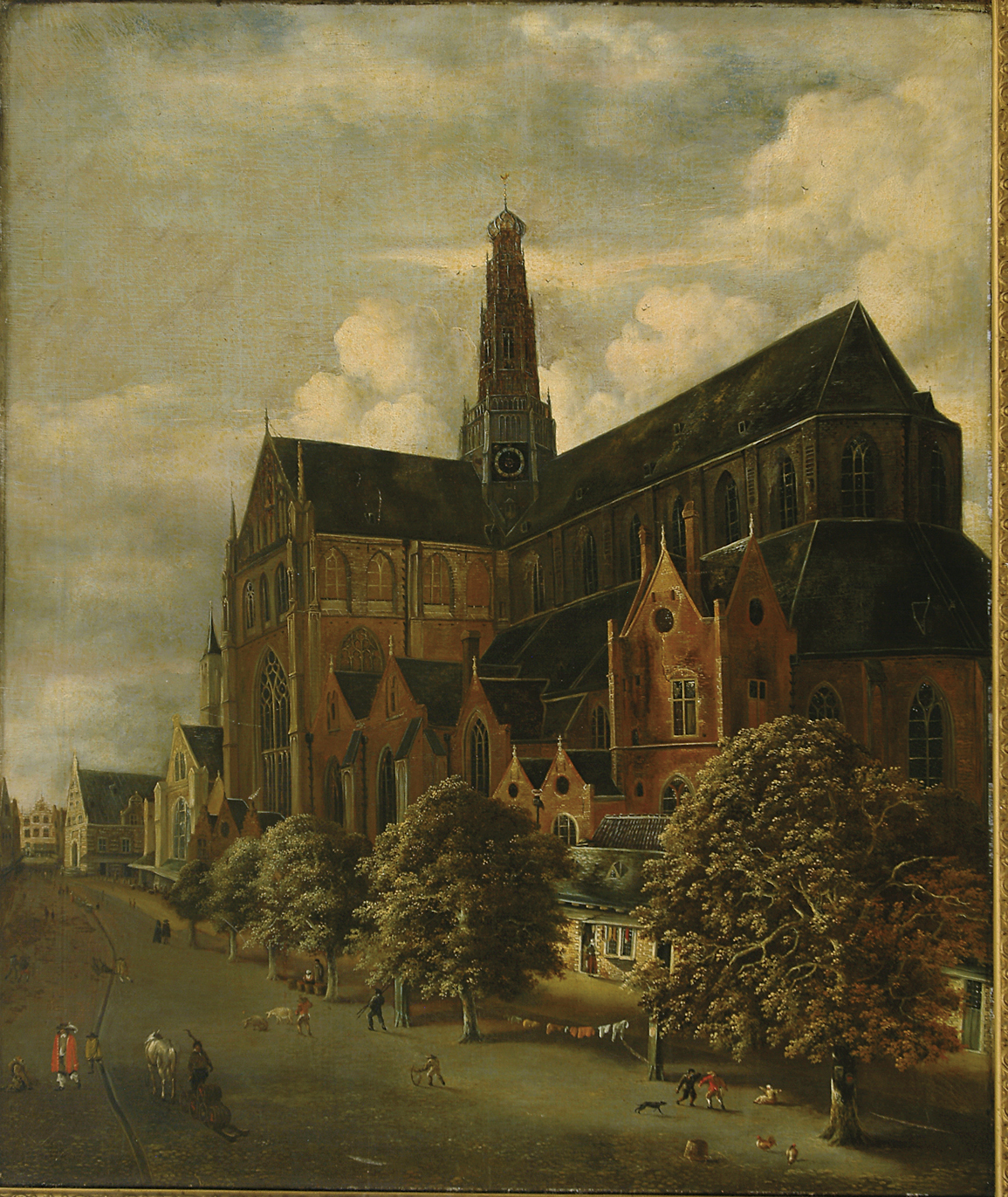
St. Bavokerk des del sud-est